# Lada Granta
O Lada Granta é um automóvel sedã compacto produzido pela AutoVAZ sob a marca Lada, o carro utiliza a plataforma do Lada Kalina, é o substituto do Lada Samara. O carro também representa a Lada no WTCC.

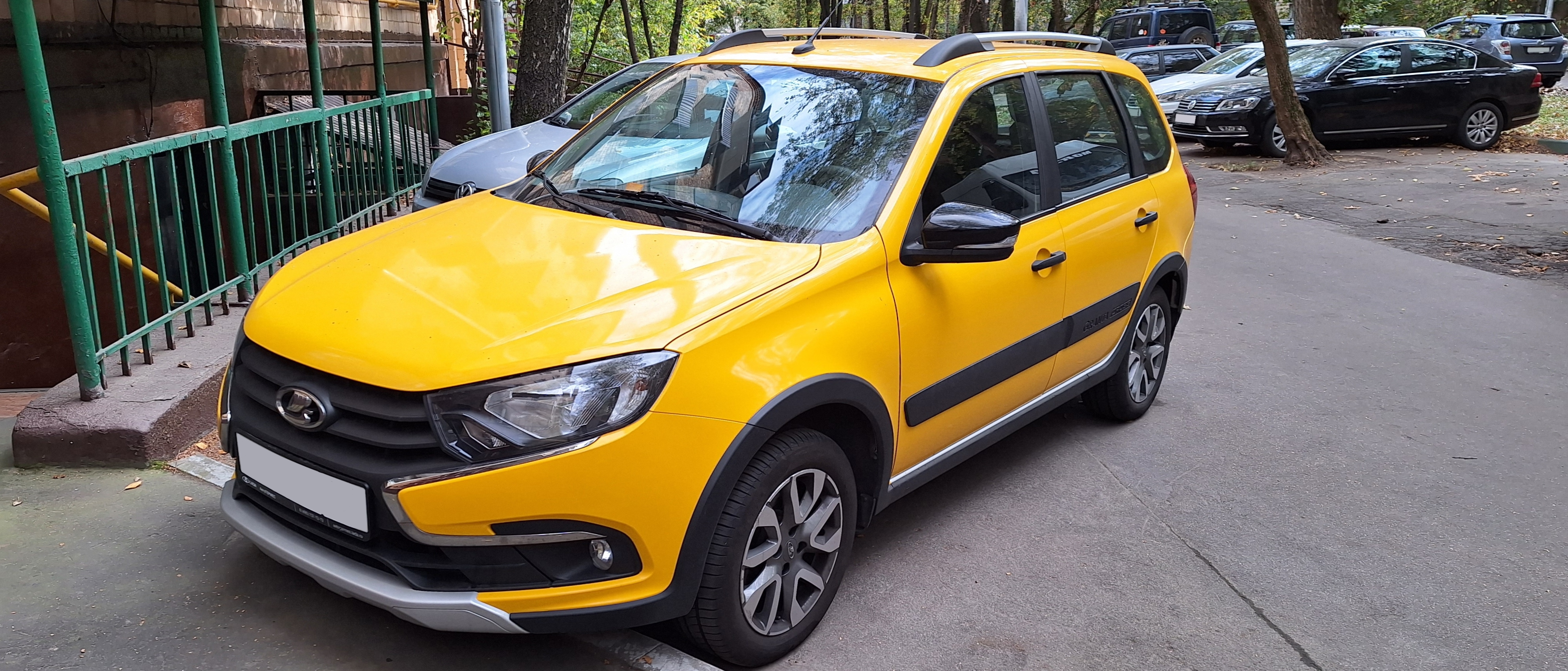
Lada Granta Cross.